# Lijkdicht
Een lijkdicht is een gedicht ter nagedachtenis van een overledene.
Doordat het naar aanleiding van een sterfgeval ontstaat, is het per definitie een gelegenheidsgedicht. Het kan in opdracht geschreven zijn en is vaak een opsomming van de deugden en kwaliteiten van de overledene. Dit maakt zulke gelegenheidspoëzie niet zelden formeel en plichtmatig, en het lijkdicht wordt daarom wel onderscheiden van de elegie, die, in de betekenis van "klaagzang", doorgaans emotioneler van karakter is.
Maar ook lijkdichten kunnen tot hoog literair niveau stijgen. Een voorbeeld is Kinder-lyck van Vondel, tegelijkertijd een klacht om zijn gestorven kind, "Constantijntje, 't zalig kijndtje", en een bespiegeling over de eeuwigheid en over Gods goedheid.